# 奇卡爾 (新墨西哥州)
奇卡爾（英語：Chical）是位於美國新墨西哥州巴倫西亞縣的普查規定居民點。

## 人口
根據2020年美國人口普查的數據，奇卡爾的面積為2.10平方千米，皆為陸地。當地共有人口124人，而人口密度為每平方千米59.05人。